# Rudolf Horvat
Rudolf Horvat (ur. 10 marca 1873 w Koprivnicy, zm. 25 maja 1947 w Zagrzebiu) – chorwacki polityk, historyk i nauczyciel.

## Życiorys
W 1896 roku ukończył studia geograficzne i historyczne na Wydziale Filozoficznym Uniwersytetu w Zagrzebiu. Dwa lata później uzyskał stopień doktora. W latach 1913–1918 studiował również na Wydziale Prawa. Jako nauczyciel pracował w Osijeku, Zemunie, Petrinji i Zagrzebiu. W pracy naukowej uwagę poświęcał historii Podrawia, Slawonii, Liki, Krbavy i Međimurja.
Był współzałożycielem Chorwackiej Partii Chłopskiej. W trakcie I wojny światowej był więziony za działalność antypaństwową. W 1919 roku z przyczyn politycznych zmuszony był przerwać pracę na uniwersytecie. W latach 20. wycofał się z polityki, powracając do kariery akademickiej, jednak w 1942 roku został posłem do parlamentu Niepodległego Państwa Chorwackiego. Od 1944 roku był profesorem (specjalność historia) na Uniwersytecie w Zagrzebiu. W 1945 roku został pozbawiony na 10 lat praw obywatelskich.

## Wybrane publikacje
- Hrvatski pokret godine 1848 (1898–1899)
- Rat Hrvata s Magjarima godine 1848–49 (1901–1902)
- Borba Hrvata s Turcima za Petrinju (1903)
- Povjest Hrvatske (1904)
- Najnovije doba hrvatske povjesti (1906)
- Povjest Medjumurja (1907)
- Slike iz hrvatske povjesti (1910)
- Povijest kraljevine Hrvatske (1912)
- Hrvatska Podravina: povijesne rasprave crtice i bilješke (1933)
- Slavonija (1936)
- Lika i Krbava: povijesne slike, crtice i bilješke (1941)
- Hrvatska na mučilištu (1942)